# 阿爾韋迪

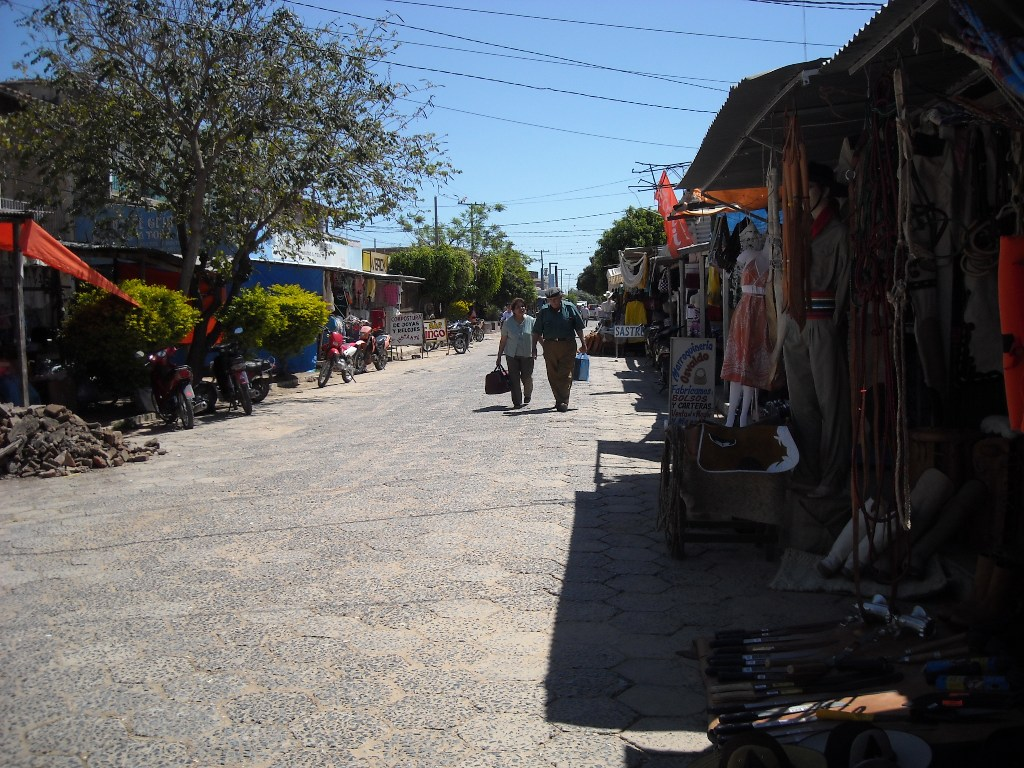

阿爾韋迪（西班牙語：Alberdi），是巴拉圭的城鎮，位於該國西南部，由涅恩布庫省負責管轄，距離亞松森234公里，面積222平方公里，海拔高度44米，人口7,588，人口密度每平方公里34人。